# استان هوا بین
استان هوا بین (به لاتین: Hòa Bình Province) یک استان در ویتنام است که در منطقه شمال غربی ویتنام واقع شده‌است.

## خصوصیات
استان هوا بین ۴٬۶۶۲٫۵ کیلومترمربع مساحت و ۸۰۳٬۳۰۰ نفر جمعیت دارد.